# Pueblo Esther
Pueblo Esther es una localidad del Departamento Rosario,
provincia de Santa Fe, Argentina, a 18 km al sudeste de la ciudad de Rosario y a 188 km de la capital provincial Santa Fe (capital), al norte.

## Creación de la Comuna
- 30 de noviembre de 1895 (129 años)

En el año 2018 y luego de ser aprobado por la Cámara de Senadores y Diputados, se designa a la localidad de Pueblo Esther como ciudad, siendo la número 56 de la provincia de Santa Fe. Esto fue posible gracias a que cuenta actualmente con 12 000 habitantes estables.
Tras las elecciones realizadas el 16 de agosto de 2019 resultaron elegidos el Intendente Martín Gherardi (que hasta ese momento se desempeñaba como Presidente Comunal), y Concejales Germán Pereyra, Sandra Ordinas, Sandra Filippini, Marcelo Rodríguez, Yanina Menelli y Leonel Stiza.
Asumieron en un acto público llevado a cabo el 10 de diciembre en el anfiteatro de la localidad en el marco de una fiesta popular con cantores, bailarines y deportistas reconocidos de la ahora flamante Ciudad de Pueblo Esther. Arrancó el acto con el valsecito dedicado a la ciudad escrito por Jesún Matevé.
Hoy luego de un acto en la sede de gobierno de la provincia de Santa Fe podemos decir que la comuna ha pasado a ser un municipio.

## Escuelas
- Escuela Primaria José Hernández N.º 149
- Escuela de Enseñanza Media Brigadier General Estanislao López N.º 427
- Escuela de Enseñanza Media Para Adultos N° 1322 "Alfonsina Storni"
- Escuela Primaria Nocturna Para Jóvenes y Adultos Nº 78 "Flor de Ceibo" (Anexo funciona en Escuela 149)

## Geografía

### Clima
Su clima es húmedo y templado en la mayor parte del año. Se lo clasifica como clima templado pampeano, es decir que las cuatro estaciones están medianamente definidas, sometidas a vientos cálidos del norte, y a gélidos del sudoeste.
Hay una temporada calurosa desde octubre a abril (de 18 °C a 36 °C) y una fría entre principios de junio  y la primera mitad de agosto (con mínimas en promedio de 5 °C y máximas promedio de 16 °C), oscilando las temperaturas promedio anuales entre los 10 °C (mínima), y los 23 °C (máxima). Llueve más en verano que en invierno, con un volumen de precipitaciones total de entre 800 y 1300 mm al año (según el hemiciclo climático: húmedo "1870 a 1920" y "1973 a 2020"; seco "1920" a 1973").
Casi no existen fenómenos climáticos extremos en Esther: vientos extremos, nieve, hidrometeoros severos. La nieve es un fenómeno excepcional; la última nevada fue el 9 de julio de 2007. Antes en 1973, y en 1954. Y en 1918.  El 19 de diciembre de 2012 sufrió una fuerte inundación en uno de los barrios más bajos teniendo que evacuar a los habitantes, con pérdidas totales en las viviendas.
Otra inundación importante se desarrolló tras intensas lluvias el 15 de enero de 2017, afectando barrios residenciales, más específicamente Country 16, ubicado en la zona sur oeste de la intersección de las rutas 21 y 16. El fenómeno de lluvias se mantuvo por varios días con más de 400 milímetros según las autoridades en cortos períodos de tiempo. En esos mismos días, las aguas también hicieron estragos en otras localidades cercanas.
Un riesgo factible son los tornados y tormentas severas, con un pico de frecuencia entre octubre y abril. Estos fenómenos se generan por los encuentros de una masa húmeda y cálida del norte del país ("viento norte") y una fría y seca del sector sur argentino (viento Pampero).
Humedad relativa promedio anual: 76 %

### Sismicidad
El último terremoto fue a las 3.20 UTC-3 del 5 de junio de 1888 (ver Terremoto del Río de la Plata en 1888). La región responde a las subfallas «del río Paraná», y «del río de la Plata», y a la falla de «Punta del Este», con sismicidad baja; y su última expresión se produjo hace 137 años, con una magnitud aproximadamente de 5,0 en la escala de Richter

## Entidades Deportivas
- Club Atlético Juventud Unida.
- Escuela de Formación Deportiva "Villa Matel". Siendo la única institución deportiva de la región que trabaja en la formación de niños y adolescentes. El proceso educativo es llevado adelante por un plantel de profesionales de la educación física. El deporte que se practica es Hockey sobre césped desde temprana edad.
- Gimnasia y Esgrima de Rosario (G.E.R.) cuenta con un country en la localidad.

## Santa Patrona
- Ntra. Sra. de Guadalupe, festividad: 12 de diciembre

## Medios de comunicación
- FM Ciudad 97.1[3]
- FM 92.1 Sueños Pueblo Esther[4] y en
- FM Pueblo Esther 100.3 MHz<ref>FM Pueblo Esther 100.3
- FM Radio Enlace 102.3 MHz - Radio Cultural

## Personas destacadas
- Germán Ré (Jugador Profesional De Fútbol).